# Opius contrasticus
Opius contrasticus är en stekelart som beskrevs av Fischer 1966. Opius contrasticus ingår i släktet Opius och familjen bracksteklar. Inga underarter finns listade i Catalogue of Life.